# Battle Creek (Iowa)
|  | Dieser Artikel wurde aufgrund von inhaltlichen Mängeln auf der Qualitätssicherungsseite des Projektes USA eingetragen. Hilf mit, die Qualität dieses Artikels auf ein akzeptables Niveau zu bringen, und beteilige dich an der Diskussion! Eine nähere Beschreibung der zu behebenden Mängel fehlt. |

Battle Creek ist eine City im Ida County im Westen des US-Bundesstaates Iowa. Das U.S. Census Bureau hat bei der Volkszählung 2020 eine Einwohnerzahl von 700 ermittelt. Die Stadt wird vom Iowa Highway 175 tangiert und liegt nahe der Grenze zum Woodbury County.

## Persönlichkeit
- Ed H. Campbell